# Línea 330 (Interurbanos Madrid)
La línea 330 de la red de autobuses interurbanos de Madrid une Rivas-Vaciamadrid y Arganda del Rey con Morata de Tajuña.

## Características
Esta línea une Rivas-Vaciamadrid con Morata de Tajuña, pasando por Arganda del Rey y el Hospital del Sureste, en aproximadamente 75 minutos. Existen algunas expediciones que prestan servicio entre Morata de Tajuña y Perales de Tajuña, a modo de refuerzo.
El 13 de mayo de 2024, la línea reordenó su itinerario, absorbiendo la línea urbana 1 de Morata de Tajuña.
La línea mantiene los mismos horarios todo el año (exceptuando las vísperas de festivo y festivos de Navidad).
Está operada por la empresa La Veloz mediante la concesión administrativa VCM-301 - Madrid – Valdelaguna – San Martín de la Vega (Viajeros Comunidad de Madrid) del Consorcio Regional de Transportes de Madrid.
1. ↑  «Linea 330».

## Horarios
| Lunes a viernes laborables             | Lunes a viernes laborables | Sábados laborables, domingos y festivos | Sábados laborables, domingos y festivos |
| Rivas > Morata                         | Morata > Rivas             | Rivas > Morata                          | Morata > Rivas                          |
| 06:30                                  | 06:30                      | 07:00                                   | 08:15                                   |
| 07:20                                  | 07:00                      | 08:15                                   | 09:30                                   |
| 08:30                                  | 07:50                      | 09:30                                   | 10:45                                   |
| 09:15                                  | 08:40                      | 10:45                                   | 12:00                                   |
| 10:00                                  | 10:00                      | 12:00                                   | 13:15                                   |
| 11:10                                  | 10:45                      | 13:15                                   | 14:30                                   |
| 12:00                                  | 11:15                      | 14:30                                   | 15:45                                   |
| 12:30                                  | 12:15                      | 15:45                                   | 17:00                                   |
| 13:30                                  | 13:15                      | 17:00                                   | 18:15                                   |
| 14:30                                  | 13:45                      | 18:15                                   | 19:30                                   |
| 15:00                                  | 15:10                      | 19:30                                   | 20:45                                   |
| 16:30                                  | 16:00                      | 20:45                                   | 22:00                                   |
| 17:30                                  | 16:45                      |                                         |                                         |
| 18:30                                  | 18:00                      |                                         |                                         |
| 19:30                                  | 19:30                      |                                         |                                         |
| 21:00                                  | 20:30                      |                                         |                                         |
| 21:45                                  | 21:15                      |                                         |                                         |
|                                        | 22:15                      |                                         |                                         |
| 22:45                                  |                            |                                         |                                         |
| Morata > Isla Taray > Perales > Morata |                            |                                         |                                         |
| 07:40                                  |                            |                                         |                                         |
| 09:25                                  |                            |                                         |                                         |
| 12:35                                  |                            |                                         |                                         |
| 13:20                                  |                            |                                         |                                         |
| 14:45                                  |                            |                                         |                                         |
| 18:45                                  |                            |                                         |                                         |

1. 1 2 3 4 5 6  Pasa 5 minutos después por Isla Taray, y 20 minutos después por Perales de Tajuña.

## Recorrido y paradas

### Sentido Morata de Tajuña
| Código | Parada                                                 | Común con                             | Conexiones con Metro | Municipio         | Zona |
| ------ | ------------------------------------------------------ | ------------------------------------- | -------------------- | ----------------- | ---- |
| 12204  | P.º Ferrocarril - Est. Rivas Urbanizaciones            | 333 1                                 | Rivas-Urbanizaciones | Rivas-Vaciamadrid |      |
| 15868  | Av. Armando Rodríguez Vallina - Pza. Federico Gª Lorca |                                       |                      | Rivas-Vaciamadrid |      |
| 07523  | Av. Covibar - Pza. Rafael Alberti                      | 333 334                               |                      | Rivas-Vaciamadrid |      |
| 07524  | Av. Covibar - Pza. Violeta Parra                       | 333 334                               |                      | Rivas-Vaciamadrid |      |
| 16041  | Gabriel Gª Márquez - Av. Covibar                       | 331                                   |                      | Rivas-Vaciamadrid |      |
| 16042  | Av. Gabriel García Márquez - Instituto                 | 331                                   |                      | Rivas-Vaciamadrid |      |
| 09101  | Av. Miguel Hernandez - Los Astros                      | 331 334 1                             |                      | Rivas-Vaciamadrid |      |
| 07518  | Av. Miguel Hernández - Colegio                         | 331 334 1                             |                      | Rivas-Vaciamadrid |      |
| 16039  | Junkal - Estadio de Atletismo                          | 333                                   |                      | Rivas-Vaciamadrid |      |
| 16040  | Junkal - Colegio                                       | 333                                   |                      | Rivas-Vaciamadrid |      |
| 19191  | César Manrique - José Hierro                           | 333 334                               |                      | Rivas-Vaciamadrid |      |
| 12614  | Av. Pablo Iglesias - Azalea                            | 331 334                               |                      | Rivas-Vaciamadrid |      |
| 13275  | Av. Pablo Iglesias - Saramago                          | 331 334                               |                      | Rivas-Vaciamadrid |      |
| 18874  | Av. Pablo Iglesias - Mario Vargas Llosa                | 332 334                               |                      | Rivas-Vaciamadrid |      |
| 13253  | Av. Pablo Iglesias - Jovellanos                        | 331 332 334                           |                      | Rivas-Vaciamadrid |      |
| 13257  | Av. Pablo Iglesias - Rosa Montero                      | 332                                   |                      | Rivas-Vaciamadrid |      |
| 13259  | Av. Pablo Iglesias - Juan Carlos Onetti                | 332 1                                 |                      | Rivas-Vaciamadrid |      |
| 19187  | Av. Pablo Iglesias - Av. Aurelio Álvarez               | 332 1                                 |                      | Rivas-Vaciamadrid |      |
| 21132  | Av. Levante - E. López Hernando                        | 332                                   |                      | Rivas-Vaciamadrid |      |
| 21048  | Av. Levante - Cementerio                               | 332 1                                 |                      | Rivas-Vaciamadrid |      |
| 21049  | Av. Levante - Miquel Barceló                           | 332 1                                 |                      | Rivas-Vaciamadrid |      |
| 21051  | Av. Levante - Italia                                   | 332 1                                 |                      | Rivas-Vaciamadrid |      |
| 21065  | Av. Levante - Centro Comercial                         | 1                                     |                      | Rivas-Vaciamadrid |      |
| 21042  | Miralrío - Av. Cisne                                   | 332 1                                 |                      | Rivas-Vaciamadrid |      |
| 21043  | Miralrío - Piscina                                     | 332 1                                 |                      | Rivas-Vaciamadrid |      |
| 21044  | Av. Francia - Est. Rivas Vaciamadrid                   | 332 336 337 1                         | Rivas-Vaciamadrid    | Rivas-Vaciamadrid |      |
| 09180  | Ctra. A3 - Puente de Arganda                           | 312 312A 313 326 336 337 351 352 353  |                      | Arganda del Rey   |      |
| 07446  | Ctra. A3 - Viveros                                     | 312 312A                              |                      | Arganda del Rey   |      |
| 20949  | Av. Madrid - Del Sol                                   | 312 320 2                             |                      | Arganda del Rey   |      |
| 07448  | Av. Madrid - C.º Estrechillo                           | 312 320 351 352 353 2                 |                      | Arganda del Rey   |      |
| 10630  | Av. Madrid - Centro Comercial                          | 312 320 2                             |                      | Arganda del Rey   |      |
| 07451  | Av. Madrid - Av. Finanzauto                            | 285 312 312A 320 351 352 353 2        |                      | Arganda del Rey   |      |
| 07452  | Av. Madrid - Cº del Valle                              | 285 312 312A 320 351 352 353 2        |                      | Arganda del Rey   |      |
| 07453  | Av. Madrid - La Perla                                  | 285 312 312A 320 351 352 353 2        |                      | Arganda del Rey   |      |
| 10633  | Av. Ejército - Pol. Ind. San Sebastián                 | 312 312A 320 321 322 350A 350B 350C 1 |                      | Arganda del Rey   |      |
| 17491  | Ronda Sur - Hospital del Sureste                       | 313 322 350A 350B 350C 2 4            |                      | Arganda del Rey   |      |
| 17982  | Ronda Sur - Colegio                                    | 2                                     |                      | Arganda del Rey   |      |
| 11301  | Ronda Sur - La Perlita                                 | 2                                     |                      | Arganda del Rey   |      |
| 11300  | Perlita - Ctra. Morata                                 | 2                                     |                      | Arganda del Rey   |      |
| 12270  | Ctra. M313 - Norte                                     |                                       |                      | Morata de Tajuña  |      |
| 17494  | Real - General Prim                                    | 336                                   |                      | Morata de Tajuña  |      |
| 12268  | Domingo Rodelgo - Carrera Mediodía                     |                                       |                      | Morata de Tajuña  |      |

### Sentido Rivas-Vaciamadrid
| Código | Parada                                           | Común con                      | Conexiones con Metro | Municipio         | Zona |
| ------ | ------------------------------------------------ | ------------------------------ | -------------------- | ----------------- | ---- |
| 12267  | Domingo Rodelgo - Carrera Mediodía               | 336 337                        |                      | Morata de Tajuña  |      |
| 17493  | Real - General Prim                              | 336                            |                      | Morata de Tajuña  |      |
| 12269  | Fuente - Ctra. M313                              | 336                            |                      | Morata de Tajuña  |      |
| 11300  | Perlita - Ctra. Morata                           | 2                              |                      | Arganda del Rey   |      |
| 17489  | Ronda Sur - Siete Vientos                        | 321 2 4                        |                      | Arganda del Rey   |      |
| 17981  | Ronda Sur - Colegio                              | 2 4                            |                      | Arganda del Rey   |      |
| 17490  | Ronda Sur - Hospital del Sureste                 | 313 321 322 350A 350B 350C 2 4 |                      | Arganda del Rey   |      |
| 10622  | Av. Ejército - Pol. Ind. San Sebastián           | 313 321 322 4                  |                      | Arganda del Rey   |      |
| 07464  | Av. Madrid - La Perla                            | 312 285 312A 326 351 352 353 2 |                      | Arganda del Rey   |      |
| 07465  | Av. Madrid - Pasaje Ana María del Valle          | 312 285 312A 326 351 352 353 2 |                      | Arganda del Rey   |      |
| 07466  | Av. Madrid - Las Palmas                          | 312 285 312A 326 351 352 353 2 |                      | Arganda del Rey   |      |
| 10624  | Av. Madrid - Centro Comercial                    | 312 326 2                      |                      | Arganda del Rey   |      |
| 07467  | Cº de Los Canes - Av. Madrid                     | 312 326 351 352 353 2          |                      | Arganda del Rey   |      |
| 07470  | Av. Madrid - Ctra. Campo Real                    | 312 326 351 352 353 2          |                      | Arganda del Rey   |      |
| 07500  | Av. Madrid - Viveros                             | 312 312A 326                   |                      | Arganda del Rey   |      |
| 07501  | Ctra. A3 - Puente de Arganda                     | 312 312A 313 326 336 337       |                      | Arganda del Rey   |      |
| 21069  | Piscina Maspalomas - Est. Rivas-Vaciamadrid      |                                | Rivas-Vaciamadrid    | Rivas-Vaciamadrid |      |
| 21058  | Miralrío - San Isidro                            | 332 1                          |                      | Rivas-Vaciamadrid |      |
| 21057  | Miralrío - Cisne                                 | 332 1                          |                      | Rivas-Vaciamadrid |      |
| 21066  | Av. Levante - Lago Garda                         | 1                              |                      | Rivas-Vaciamadrid |      |
| 21050  | Av. Levante - Fernando de Los Ríos               | 332 1                          |                      | Rivas-Vaciamadrid |      |
| 21035  | Av. Levante - Cristina Iglesias                  | 332 1                          |                      | Rivas-Vaciamadrid |      |
| 21047  | Av. Levante - Cementerio                         | 332 1                          |                      | Rivas-Vaciamadrid |      |
| 21131  | Av. Levante - E. López Hernando                  | 332                            |                      | Rivas-Vaciamadrid |      |
| 19188  | Av. Pablo Iglesias - Agustín Sánchez Millán      | 332 1                          |                      | Rivas-Vaciamadrid |      |
| 13258  | Av. Pablo Iglesias - Antonio Muñoz Molina        | 332 1                          |                      | Rivas-Vaciamadrid |      |
| 13256  | Av. Pablo Iglesias - Jovellanos                  | 332 1                          |                      | Rivas-Vaciamadrid |      |
| 13272  | Av. Pablo Iglesias - Orégano                     | 331 332 334 1                  |                      | Rivas-Vaciamadrid |      |
| 13274  | Av. Pablo Iglesias - Primavera                   | 331 332 334 1                  |                      | Rivas-Vaciamadrid |      |
| 13276  | Av. Pablo Iglesias - Saramago                    | 331 334 1                      |                      | Rivas-Vaciamadrid |      |
| 12617  | Av. Pablo Iglesias - Amapola                     | 331 334 1                      |                      | Rivas-Vaciamadrid |      |
| 19190  | César Manrique - Junkal                          | 333 334 1                      |                      | Rivas-Vaciamadrid |      |
| 15874  | Junkal - Acacias                                 | 333 1                          |                      | Rivas-Vaciamadrid |      |
| 15872  | Junkal - Sauces                                  | 333 1                          |                      | Rivas-Vaciamadrid |      |
| 07516  | Av. Miguel Hernández - Luna                      | 331 334 1                      |                      | Rivas-Vaciamadrid |      |
| 07517  | Av. Miguel Hernández - Los Astros                | 331 334 1                      |                      | Rivas-Vaciamadrid |      |
| 15947  | Av. Gabriel García Márquez - Instituto           | 331                            |                      | Rivas-Vaciamadrid |      |
| 15948  | Av. Gabriel Gª Márquez - Av. Covibar             | 331                            |                      | Rivas-Vaciamadrid |      |
| 07520  | Av. Covibar - Pza. Violeta Parra                 | 333 334                        |                      | Rivas-Vaciamadrid |      |
| 07521  | Av. Covibar - Pza. Pau Casals                    | 333 334                        |                      | Rivas-Vaciamadrid |      |
| 15867  | Av. Armando Rodríguez Vallina - Pza. León Felipe |                                |                      | Rivas-Vaciamadrid |      |
| 12204  | P.º Ferrocarril - Est. Rivas Urbanizaciones      | 333 1                          | Rivas-Urbanizaciones | Rivas-Vaciamadrid |      |

### Servicios Morata > Isla Taray > Perales > Morata
| Código                                                                                             | Parada                                 | Común con                          | Municipio         | Zona |
| -------------------------------------------------------------------------------------------------- | -------------------------------------- | ---------------------------------- | ----------------- | ---- |
| 12267                                                                                              | Domingo Rodelgo - Carrera Mediodía     | 336 337                            | Morata de Tajuña  |      |
| 17493                                                                                              | Real - General Prim                    | 336                                | Morata de Tajuña  |      |
| 12269                                                                                              | Fuente - Carretera M-313               | 336                                | Morata de Tajuña  |      |
| 21203                                                                                              | Av. Príncipes España - Olivar          | 336                                | Morata de Tajuña  |      |
| 21206                                                                                              | Cementerio - Soledad                   |                                    | Morata de Tajuña  |      |
| La hora de paso por esta parada es aproximadamente 5 minutos después de salir de Morata de Tajuña  |                                        |                                    |                   |      |
| 11565                                                                                              | Carretera M-302 - Residencia           |                                    | Morata de Tajuña  |      |
| La hora de paso por esta parada es aproximadamente 20 minutos después de salir de Morata de Tajuña |                                        |                                    |                   |      |
| 09763                                                                                              | Mayor Baja - Avenida de la Paz         | 322 326 350A 350B 350C 351 352 353 | Perales de Tajuña |      |
| 21205                                                                                              | Alcalde J. M.ª de Las Heras - Chinchón | 336                                | Morata de Tajuña  |      |
| 21204                                                                                              | Av. Príncipes España - Nazaret         | 336                                | Morata de Tajuña  |      |
| 21202                                                                                              | Av. Príncipes España - Calvario        | 336                                | Morata de Tajuña  |      |
| 17494                                                                                              | Real - General Prim                    | 336                                | Morata de Tajuña  |      |
| 12268                                                                                              | Domingo Rodelgo - Carrera Mediodía     |                                    | Morata de Tajuña  |      |